# جيمس مايكل مكادو
جيمس مايكل مكادو (بالإنجليزية: James Michael McAdoo)‏ مواليد 4 يناير 1993، هو لاعب كرة سلة أمريكي يلعب مع فريق غولدن ستايت ووريورز في الرابطة الوطنية لكرة السلة ويحمل الرقم 20. يبلغ طوله 6 قدم 9 بوصة (2.1 م).

## فرق لعب لها
- غولدن ستايت ووريورز

## روابط خارجية
- جيمس مايكل مكادو على موقع الاتحاد الدولي لكرة السلة (الإنجليزية)
- جيمس مايكل مكادو على موقع إن بي أي (الإنجليزية)
- جيمس مايكل مكادو على موقع دوري كرة السلة الياباني للمحترفين (اليابانية)
- جيمس مايكل مكادو على موقع سبورتس رفرنس (الإنجليزية)
- جيمس مايكل مكادو على موقع كرة السلة الأوروبية.كوم (الإنجليزية)
- جيمس مايكل مكادو على موقع DraftExpress.com (الإنجليزية)
- جيمس مايكل مكادو على موقع كلية كرة السلة في سبورتس رفرنس.كوم (الإنجليزية)
- جيمس مايكل مكادو على موقع ريلجم (الإنجليزية)
- جيمس مايكل مكادو على موقع بروبوليرز (الإنجليزية)
- جيمس مايكل مكادو على موقع سبورتس رفرنس (الإنجليزية)